# FC Viktoria Plzeň
FC Viktoria Plzeň je češki nogometni klub iz grada Plzeňa. Trenutačno se natječe u prvoj češkoj nogometnoj ligi.
Kao poražena momčad čehoslovačkog kupa u sezoni 1970./71. su stekli pravo igrati Kup pobjednika kupova zbog toga što su pobjednici FC Spartak Trnava osvojili i prvenstvo te godine pa su igrali Kup prvaka.
U sezoni 2010./11. su igrali u Europskoj ligi nakon osvajanja Češkog kupa. U trećem pretkolu izbacio ih je Beşiktaş JK s ukupnih 4:1.
Godine 2011. klub je osvojio Češku ligu po prvi puta u povijesti. Naredne sezone igraju grupnu fazu Lige prvaka gdje su u skupni s Barcelona, Milanom i BATE-om. 

## Promjene imena
- 1911. – SK Viktoria Plzeň (Sportovní klub Viktoria Plzeň)
- 1949. – Sokol Škoda Plzeň
- 1952. – Sokol ZVIL Plzeň (Sokol Závody Vladimíra Iljiče Lenina Plzeň)
- 1953. – DSO Spartak LZ Plzeň (Dobrovolná sportovní organizace Spartak Leninovy závody Plzeň)
- 1962. – TJ Spartak LZ Plzeň (Tělovýchovná jednota Spartak Leninovy závody Plzeň)
- 1965. – TJ Škoda Plzeň (Tělovýchovná jednota Škoda Plzeň)
- 1993. – FC Viktoria Plzeň (Football Club Viktoria Plzeň)

## Uspjesi
- Prva češka nogometna liga – pobjednik 2010./11., 2012./13., 2014./15., 2015./16., 2017./18., 2021./22.
- Češki nogometni kup – pobjednik 2009./10.
- Češka 2. liga – pobjednik 2002./03.
- Češki nogometni superkup – pobjednik 2011., 2015.

## Vanjske poveznice
- Službene stranice (češ.)
- Navijačke stranice  Arhivirana inačica izvorne stranice od 19. veljače 2021. (Wayback Machine)